# Double Eclipse
Double Eclipse è il primo album degli Hardline, pubblicato nel 1992 per la MCA Records.

## Il disco
Il titolo dell'album prende il nome dal fenomeno ricorrente una sola volta ogni 20.000 anni, quando la luna passa per due volte davanti al sole nell'arco della stessa giornata.
Il disco presenta la traccia "Dr. Love", scritta da Mike Slamer, chitarrista dei City Boy e degli Streets. Il tastierista dei Journey Jonathan Cain contribuì alla composizione delle due tracce "Everything" (a cui contribuì anche Eddie Money) e "I'll Be There", hit che nello stesso anno entrò come final theme nella colonna sonora del film Drago d'acciaio con Brandon Lee; presente nello stesso film è anche il singolo estratto Can't find my way. Sempre nell'album è contenuta inoltre la traccia "Hot Cherie", cover di Danny Spanos del 1983 che era stata scritta dai membri degli Streetheart. La versione giapponese presentava in aggiunta la traccia bonus "When Love Leads The Way". Da questo album vennero estratte le tre hit "Hot Cherie", "Takin` Me Down" e "Can`t Find My Way", di cui vennero poi girati dei videoclip.

## Tracce
1. Life's a Bitch 4:22
2. Dr. Love (Baker, Slamer) 5:31
3. Rhythm from a Red Car 3:40
4. Change of Heart 4:42
5. Everything (Schon, Gioeli, Gioeli, Eddie Money, Jonathan Cain, Tony Marty, Mark Tanner) – 3:55
6. Takin' Me Down 3:34
7. Hot Cherie (Bishop, Gutheil, Neill, Shields, Sinnaeke) 4:47 (Danny Spanos Cover)
8. Bad Taste 4:23
9. Can't Find My Way 5:28
10. I'll Be There (Schon, Gioeli, Gioeli, Cain) 4:36
11. 31-91 (Schon) 1:33
12. In the Hands of Time 6:18
13. Love Leads the Way (bonus track per il Giappone) – 4:04

- Tutti i brani sono stati scritti da Neal Schon, Johnny Gioeli e Joey Gioeli, eccetto dove espressamente indicato.

## Formazione
- Johnny Gioeli - voce
- Neal Schon - chitarra solista
- Joey Gioeli - chitarra ritmica
- Todd Jensen - basso
- Deen Castronovo - batteria